# Artiom Ariefjew (łyżwiarz szybki)
Artiom Olegowicz Ariefjew (ros. Артём Олегович Арефьев; ur. 9 listopada 2000 w Moskwie‎) – rosyjski łyżwiarz szybki, olimpijczyk z Pekinu 2022, wicemistrz świata juniorów.

## Wyniki

### Igrzyska olimpijskie
| Rok  | Gospodarz | 500 m |
| ---- | --------- | ----- |
| 2022 | Pekin     | 7     |

### Mistrzostwa świata na dystansach
| Rok  | Gospodarz  | 500 m | 1000 m |
| ---- | ---------- | ----- | ------ |
| 2021 | Heerenveen | 7     | 18     |

### Mistrzostwa Europy w wieloboju
| Rok  | Gospodarz  | wielobój |
| ---- | ---------- | -------- |
| 2021 | Heerenveen | 14       |

### Mistrzostwa Europy na dystansach
| Rok  | Gospodarz  | 1000 m |
| ---- | ---------- | ------ |
| 2020 | Heerenveen | 9      |

### Mistrzostwa świata juniorów
| Rok  | Gospodarz           | 500 m  | sprint drużynowy |
| ---- | ------------------- | ------ | ---------------- |
| 2019 | Baselga di Pine     | srebro | brąz             |
| 2020 | Tomaszów Mazowiecki | srebro | srebro           |